# 浅間町 (さいたま市)
浅間町（せんげんちょう）は、埼玉県さいたま市大宮区の町名。現行行政地名は浅間町一丁目及び浅間町二丁目。住居表示未実施地区。郵便番号は330-0842。

## 地理
埼玉県さいたま市大宮区の東部で大宮駅の東口周辺の地域に位置する。地区は大宮台地上にある。西の境界は氷川参道となっている。東部は埼玉県道35号川口上尾線（産業道路）が地内を通る。地内は主に住宅地である。大字大宮字浅間が町名の由来。

### 隣接する大字・町
- 東町
- 天沼町
- 吉敷町
- 下町
- 仲町

### 地価
住宅地の地価は、2019年（平成31年）1月1日に公表された公示地価によれば、浅間町一丁目137番4の地点で362,000円/m2となっている。

## 歴史
- 1940年（昭和15年）7月2日 - 地内の浅間町2丁目3182番地に当たる場所に「大宮麗愛幼稚園」（現、麗愛幼稚園）が創立される[7][8]。1959年（昭和34年）8月に現在地（2丁目17番地）に移転。
- 1955年（昭和30年）7月1日 – 区画整理事業が実施され、大字大宮、高鼻の各一部から大宮市浅間町一丁目及び二丁目が成立[9][5]。
- 1962年（昭和37年）4月 - 地内に埼玉県道35号川口上尾線（産業道路）が開通する。
- 2001年（平成13年）5月1日 - 大宮市が与野市、浦和市と合併しさいたま市となり、さいたま市の町名となる。
- 2003年（平成15年）4月1日 - さいたま市が政令指定都市に移行し、さいたま市大宮区の町名となる。

## 世帯数と人口
2017年（平成29年）9月1日現在の世帯数と人口は以下の通りである。
| 丁目         | 世帯数    | 人口    |
| ------------ | --------- | ------- |
| 浅間町一丁目 | 588世帯   | 1,113人 |
| 浅間町二丁目 | 672世帯   | 1,436人 |
| 計           | 1,260世帯 | 2,549人 |

## 小・中学校の学区
市立小・中学校に通う場合、学区（校区）は以下の通りとなる。
| 丁目         | 番地 | 小学校                   | 中学校                   |
| ------------ | ---- | ------------------------ | ------------------------ |
| 浅間町一丁目 | 全域 | さいたま市立大宮小学校   | さいたま市立大宮東中学校 |
| 浅間町二丁目 | 全域 | さいたま市立大宮南小学校 | さいたま市立大宮南中学校 |

## 交通

### 鉄道
町内には鉄道は敷設されていない。最寄駅は大宮駅であるが浅間町一丁目137番地4の地点よりおよそ1.1 km離れている（徒歩約10分）。

### 道路
- 埼玉県道35号川口上尾線（産業道路）
- 氷川参道[9]

## 施設
- 大宮医師会看護専門学校
- 大宮浅間郵便局
- 麗愛幼稚園
- 浅間町自治会館
- 浅間神社
- 庚申神社
- 妙玉寺
- 真宗大谷派宗泉寺
- 甚兵衛落し公園 - 町域の東端に所在する。